# Michel Doyon
Pour les articles homonymes, voir Doyon (homonymie).
Joseph Michel Doyon, né le 20 avril 1943 à Québec, est un avocat, historien, professeur et haut fonctionnaire canadien. Il est le lieutenant-gouverneur du Québec de 2015 à 2024.

## Biographie

### Études
Né à Québec en 1943, il est le fils unique de Josaphat Doyon et Cécile Gingras. Diplômé en histoire de l'Université Laurentienne de Sudbury en 1964, il retourne ensuite à Québec et s'inscrit à l'Université Laval, où il obtient une maîtrise en histoire deux ans plus tard, une licence en droit, en 1970, et un doctorat en histoire, en 1978. Sa thèse porte sur le Parti progressiste-conservateur du Canada dans les années 1940. Durant ses études, il milite au sein de ce parti. De 1975 à 1988, il est professeur en droit des compagnies à l'École du Barreau. Il sera ensuite chargé de cours à l'Université Laval jusqu'en 1993. En 1984, il termine des études doctorales en philosophie sans remettre de thèse. La même année, il rejoint le cabinet d'avocat Gagné Letarte.

### Vie professionnelle
De 1988 à 1998, il est membre du conseil d'administration de la Société Radio-Canada où il travaille dans différents comités. Il est également membre du comité exécutif du Barreau de 2002 à 2004 et de 2006 à 2009. Il occupe le poste de bâtonnier du Québec de 2007 à 2008 durant ces deux mandats. En 2009, il devient président du comité du Barreau dans le dossier Mourir dans la dignité. Il crée également l'émission Le droit de savoir, diffusée sur Canal Savoir. De 2010 à 2015, il est membre consultatif sur les nominations à la magistrature fédérale pour le Québec. Il est également membre de la commission de délimitation des circonscriptions électorales fédérales au Québec et du conseil d’administration de l'Orchestre symphonique de Québec.

### Lieutenant-gouverneur du Québec

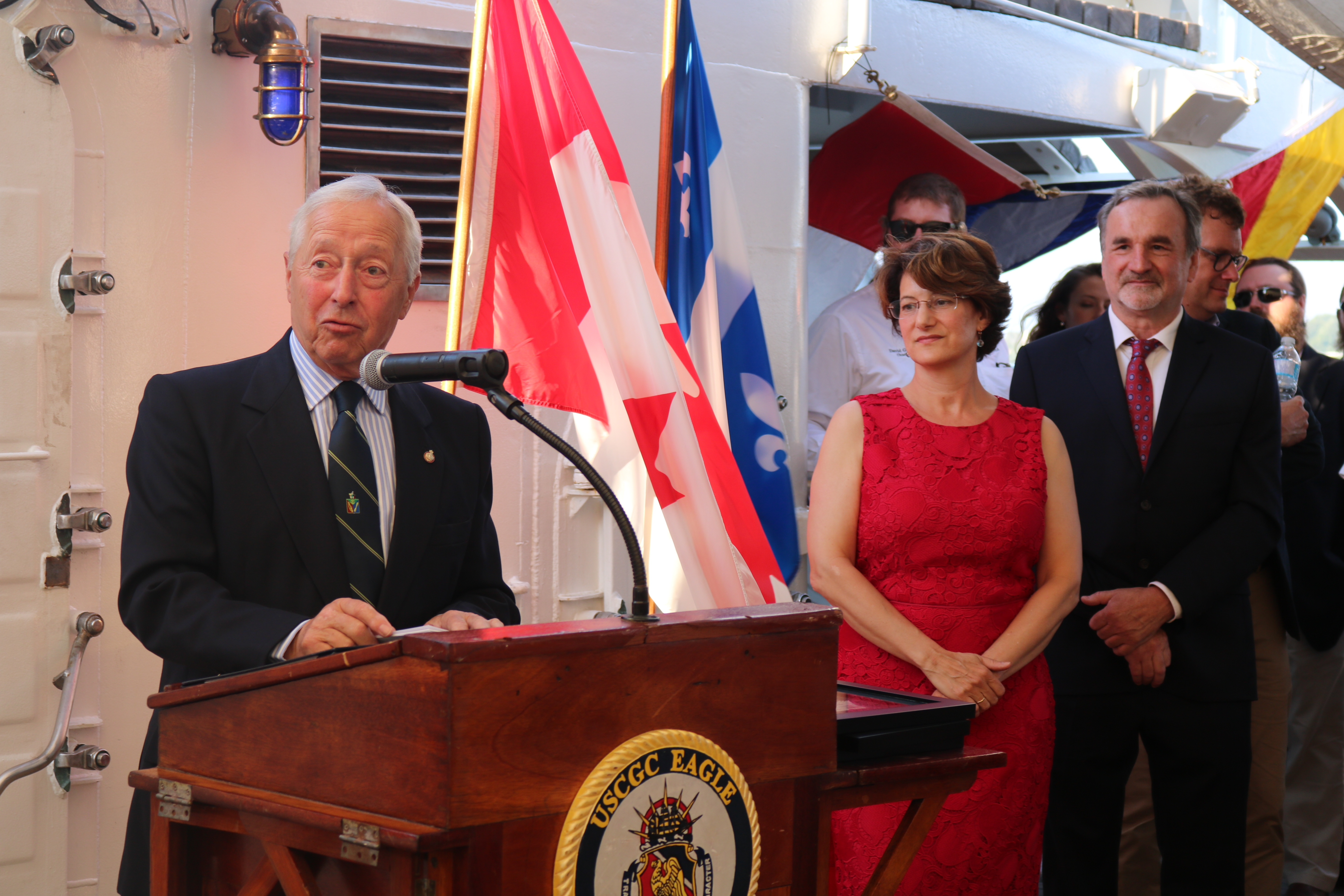
En 2017, en compagnie de Allison Areias-Vogel, consule générale des États-Unis à Québec.

Le 21 juillet 2015, le premier ministre Stephen Harper annonce sa nomination au poste de lieutenant-gouverneur du Québec pour succéder à Pierre Duchesne. Il est assermenté officiellement le 24 septembre suivant. Opposés à ce poste symbolique, le Parti québécois boycotte la cérémonie d'assermentation et la Coalition avenir Québec n'y envoie qu'un seul de ses députés. Le 28 septembre, en réponse aux détracteurs de sa fonction, il défend ses prérogatives en affirmant que son rôle est « essentiel au bon fonctionnement de l'État » et exprime son désir d'améliorer la perception que la population a de sa fonction.
Comme son prédécesseur, il choisit de limiter ses activités à des événements protocolaires tout en évitant de trop attirer l'attention médiatique comme l'avait fait l'ex-lieutenante-gouverneure Lise Thibault dans les dernières années.
Son mandat est renouvelé en 2020.
Quelques semaines après l'ajournement des travaux de l'Assemblée nationale et l'adoption de mesures de confinement en raison de la pandémie de Covid-19, il prend publiquement position en mettant en garde contre d'éventuels « abus de pouvoir des gouvernements et des forces de l'ordre » dans une société démocratique comme le Québec.
Il est, entre autres, patron d'honneur de la Société de la Couronne du Canada, organisation visant à promouvoir la monarchie canadienne.
Le 7 décembre 2023, le premier ministre Justin Trudeau annonce que Manon Jeannotte lui succédera dans ses fonctions. Il quitte ses fonctions le 25 janvier 2024.

## Vie privée
Avec son épouse Pauline Théberge, ils ont deux enfants, Jean-François et Marie-Hélène, et six petits-enfants.

## Distinctions

### Ordres
- Membre du Très vénérable ordre de Saint-Jean (2003)
- Chevalier de justice du Très vénérable ordre de Saint-Jean (2016)
- Membre officier de l'Ordre de la Croix des Fusiliers (2017)
- Chevalier de l'Ordre de l'Étoile du Régiment de Trois-Rivières (2018)
- Chevalier de la Légion d'honneur (2022)

### Médailles
- Médaille du 125e anniversaire de la Confédération du Canada (1992)
- Médaille du jubilé d'or de la reine Élisabeth II (2002)
- Médaille du jubilé de diamant de la reine Élisabeth II (2012)[11]
- Médaille du Barreau du Québec (2016)
- Médaille du Barreau de Québec (2018)

### Autres
- Conseiller de la Reine (1992)
- Fellow de la Société napoléonienne internationale (1997)
- Avocat émérite du Barreau du Québec (2009)
- Membre titulaire du Royal 22e Régiment (2016)
- Prix du Centenaire du Jeune Barreau de Québec (2014)
- Colonel honoraire de la 3e Escadre de l'Aviation royale du Canada (1999-2004)

## Héraldique
Michel Doyon s'est vu concéder des armoiries le 15 novembre 2016 par l'Héraut d'armes du Canada.
| Respect, engagement, équité |
| --------------------------- |

| L'écu de Michel Doyon se blasonne ainsi : Parti d’azur et d’or semé d’annelets de l’un à l’autre et de l’un en l’autre, au chef d’argent chargé d’une fleur de lis accostée de deux rameaux d’olivier, le tout d’azur;« Les anneaux et la division symétrique du champ illustrent le principe de l’équité, concept que Son Honneur a longuement étudié et qui lui est cher. Le cercle, symbole de perfection, d’unité et d’infini, est aussi un signe d’alliance, en l’occurrence entre Son Honneur et ses concitoyens. La fleur de lis met à l’honneur le Québec. Les rameaux symbolisent la paix, la non-violence, la force et la sagesse; faits d’olivier, dont l’huile a longtemps servi de combustible à lampe, ils désignent aussi la connaissance et l’avancement de l’humanité grâce à l’éducation. » |

## Œuvres

### Filmographie
- 2011-2015 : Le droit de savoir (Idéateur)

### Publications
- Les avocats et le Barreau, une histoire… (2009), Barreau du Québec
- Accessibilité aux jugements et droit d’auteur, Revue de l’Association littéraire et artistique, 2008
- Droit, Loi et Équité, (1995) 26 R.G.D. 325-337
- La Bureautique, Formation permanente du Barreau du Québec, cours 80, Congrès 1983